# Aceros waldeni
Aceros waldeni là một loài chim trong họ Bucerotidae.

## Hình ảnh

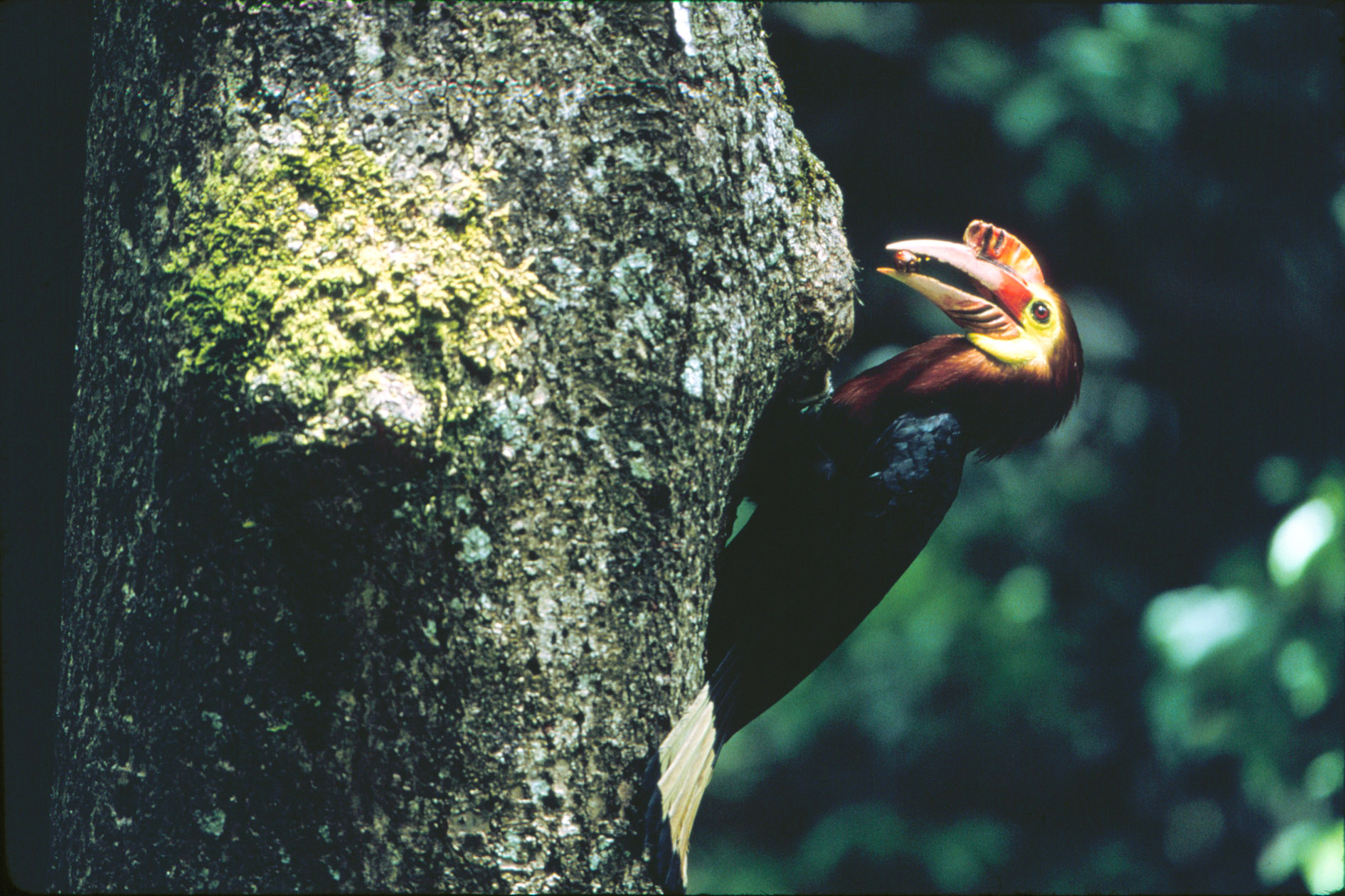
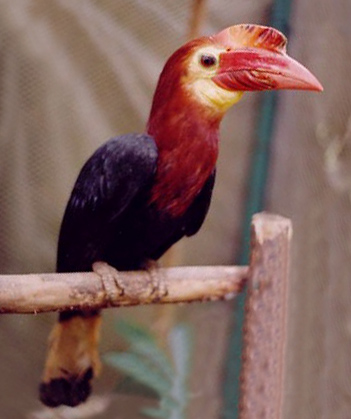